# عملیات تی۴
عملیات تی ۴ بزرگ‌ترین قتل‌عام سیستماتیک عقب مانده‌ها، بیماران روانی و معلولان مغزی در تاریخ بشری به دست آلمان نازی است.
در جریان برنامه پاکسازی نژاد آریایی از ناخالصی‌ها در سال ۱۹۳۹، هیتلر دستور اجرایی شدن برنامه‌ای را داد که ضمن آن تمامی بیماران روانی از سراسر کشور در ۵ کمپ بیمارستانی در آلمان و اتریش جمع شدند و با گاز مونوکسید کربن (که از دریچهٔ تهویهٔ اتاق‌های‌شان به داخل فرستاده شده بود) خفه شدند یا با تزریق دوز بالای مورفین به قتل رسیدند. 
دامنه این عملیات که در ابتدا اختصاص به معلولان مغزی، منگل‌ها، شیزوفرن‌ها و بیماران مبتلا به اوتیسم داشت، در اواخر جنگ به پیران از کار افتاده و زخمیان بدحال بمباران متفقین تسری پیدا کرد. بر طبق برآوردها شمار قربانیان عملیات تی۴ میان ۲۰۰ تا ۲۵۰ هزار نفر تخمین زده می‌شود.
نام T4 مخفف Tiergartenstraße 4، آدرس خیابانی یک بخش از صدارت است که در اوایل سال ۱۹۴۰ در منطقه تیرگارتن برلین تأسیس شد و پرسنل مرتبط با عملیات تی ۴ را استخدام و پرداخت می‌کرد. 
قتل‌ها از سپتامبر ۱۹۳۹ تا پایان جنگ در سال ۱۹۴۵ انجام شد؛ با وجود توقف رسمی آن در اوت ۱۹۴۱. از ۲۷۵٬۰۰۰ تا ۳۰۰٬۰۰۰ نفر در بیمارستان‌های روانی در آلمان و اتریش، لهستان اشغالی و محافظت بوهم و موراویا (اکنون جمهوری چک) کشته شدند. تعداد قربانیان در ابتدا ۷۰٬۲۷۳ نفر ثبت شده بود اما این تعداد با کشف قربانیان در آرشیوهای آلمان شرقی سابق افزایش یافت.
فناوری توسعه یافته تحت عملیات تی ۴، به ویژه استفاده از گاز کشنده بر روی تعداد زیادی از مردم، توسط بخش پزشکی وزارت داخله رایش به همراه پرسنل عملیات تی ۴، که در قتل عام یهودیان شرکت داشتند، به کار گرفته شد.

## پیش‌زمینه
در ابتدای قرن بیستم، عقیم‌سازی افرادی که حامل نقص‌های ارثی محسوب می‌شدند و در برخی موارد افرادی که رفتارهای «ضداجتماعی» ارثی داشتند، یک حوزه محترم پزشکی بود. کانادا، دانمارک، سوئیس و ایالات متحده قوانینی را تصویب کرده بودند که عقیم‌سازی اجباری را ممکن می‌ساخت. مطالعاتی که در دهه ۱۹۲۰ انجام شد، آلمان را به عنوان کشوری که به طور غیرعادی در معرفی قوانین عقیم‌سازی مردد بود، رتبه‌بندی کردند. در کتاب خود نبرد من (۱۹۲۴)، هیتلر نوشت که روزی بهداشت نژادی «به عنوان عملی بزرگتر از پیروزمندانه‌ترین جنگ‌های عصر بورژوایی کنونی ما ظاهر خواهد شد». 
در ژوئیه ۱۹۳۳، «قانون پیشگیری از نسل‌های بیمار ارثی» عقیم‌سازی اجباری را برای افرادی با شرایطی که ارثی محسوب می‌شدند، مانند اسکیزوفرنی، صرع، بیماری هانتینگتون و «حماقت» تجویز کرد. عقیم‌سازی همچنین برای الکلیسم مزمن و سایر اشکال انحراف اجتماعی قانونی شد. این قانون توسط وزارت کشور تحت نظر ویلهلم فریک از طریق دادگاه بهداشت وراثت (Erbgesundheitsgerichte) که به بررسی ساکنان خانه‌های پرستاری، تیمارستان‌ها، زندان‌ها، خانه‌های سالمندان و مدارس ویژه می‌پرداختند، اجرا می‌شد تا افرادی که باید عقیم‌سازی شوند را انتخاب کنند. تخمین زده می‌شود که بین سال‌های ۱۹۳۳ تا ۱۹۳۹، ۳۶۰,۰۰۰ نفر تحت این قانون عقیم‌سازی شدند.
سیاست و برنامه تحقیقاتی بهداشت نژادی و اصلاح نژادی توسط امیل کرپلین ترویج شد. عقیم‌سازی اصلاح نژادی افرادی که با اسکیزوفرنی تشخیص داده شده بودند (و به عنوان مستعد به آن دیده می‌شدند) توسط اویگن بلویلر که در کتاب درسی روانپزشکی خود به دلیل «معلولان ذهنی و جسمی» فرض می‌کرد که باعث زوال نژادی می‌شوند، حمایت شد.
عملیات تی ۴ از سیاست حزب نازی در مورد «بهداشت نژادی» ناشی شد، اعتقادی که مردم آلمان نیاز به پاکسازی از دشمنان نژادی داشتند، که شامل هر کسی که در یک مرکز بهداشت روانی محبوس بود و افرادی با ناتوانی‌های جسمی ساده می‌شد. در داخل اداره نازی، ایده شامل کردن افراد با ناتوانی‌های جسمی در برنامه باید با دقت بیان می‌شد، زیرا وزیر تبلیغات رایش، جوزف گوبلز، پای راستش دچار نقص بود. 
پس از سال ۱۹۳۷، کمبود شدید نیروی کار در آلمان ناشی از تسلیح مجدد، به این معنا بود که هر کسی که قادر به کار بود به عنوان «مفید» تلقی می‌شد، از قانون معاف می‌شد و نرخ عقیم‌سازی کاهش یافت.

## اجرا

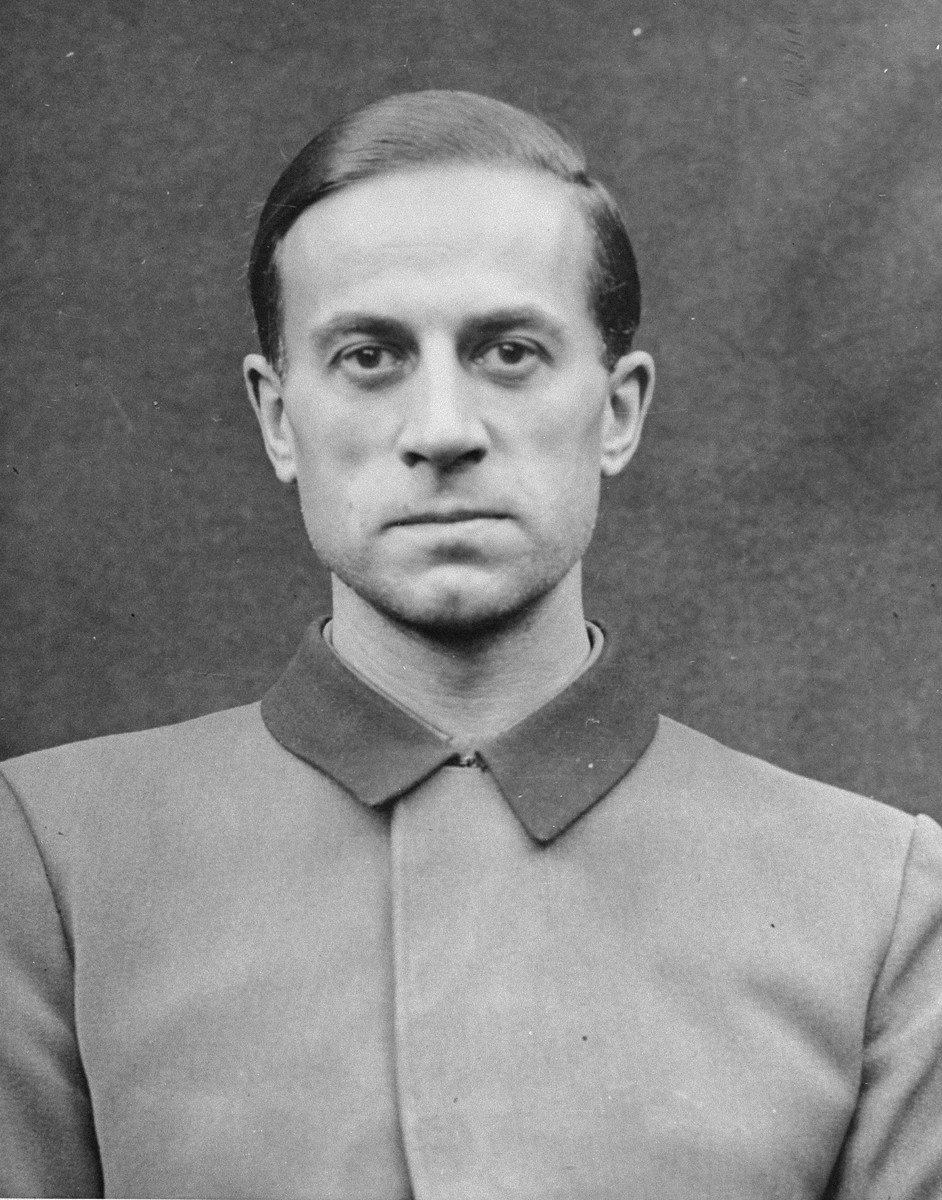
کارل برانت، پزشک شخصی هیتلر و سازمان دهنده عملیات تی ۴

کارل برانت، پزشک هیتلر و هانس لامرز، رئیس صدارت رایش، پس از جنگ گواهی دادند که هیتلر به آنها به زودی در سال ۱۹۳۳ - زمانی که قانون عقیم‌سازی تصویب شد - گفته بود که او طرفدار کشتن بیماران لاعلاج است اما می‌دانست که افکار عمومی این را نخواهد پذیرفت. در سال ۱۹۳۵، هیتلر به رهبر پزشکان رایش، گرهارد واگنر، گفت که این مسئله نمی‌تواند در زمان صلح مطرح شود؛ «چنین مشکلی می‌تواند در زمان جنگ به طور روان‌تر و آسان‌تری انجام شود». او نوشت که قصد دارد مشکل آسایشگاه‌های روانی را به طور رادیکال حل کند. این کار با یک مورد «آزمایشی» در اواخر سال ۱۹۳۸ آغاز شد. هیتلر به برانت دستور داد تا یک درخواست از سوی دو والدین برای «کشتن از روی ترحم» پسرشان که نابینا و دارای ناتوانی‌های جسمی و رشدی بود را ارزیابی کند. کودک، که در نزدیکی لایپزیگ به دنیا آمده و در نهایت به نام گرهارد کرتشمار شناسایی شد، در ژوئیه ۱۹۳۹ کشته شد. هیتلر به برانت دستور داد که در همه موارد مشابه به همین روش عمل کند. 
در ۱۸ اوت ۱۹۳۹، سه هفته پس از کشتن پسر، کمیته رایش برای ثبت علمی بیماری‌های ارثی و مادرزادی تأسیس شد تا کودکان بیمار یا نوزادانی که به عنوان معیوب شناسایی شده بودند را ثبت کند. کشتن مخفیانه نوزادان در سال ۱۹۳۹ آغاز شد و پس از شروع جنگ افزایش یافت؛ تا سال ۱۹۴۱، بیش از ۵۰۰۰ کودک کشته شده بودند. هیتلر طرفدار کشتن کسانی بود که او آنها را  «زندگی نالایق زندگی» می‌دانست. 
چند ماه قبل از فرمان «اتانازی»، در یک کنفرانس در سال ۱۹۳۹ با لئوناردو کونتی، رهبر بهداشت رایش و دبیر دولت برای بهداشت در وزارت داخله، و هانس لامرز، رئیس صدارت رایش، هیتلر به عنوان مثال به بیماران روانی اشاره کرد که او گفت فقط می‌توانند «روی خاک اره یا شن» خوابانده شوند زیرا آنها «همیشه خود را کثیف می‌کنند» و «مدفوع خود را در دهان می‌گذارند». این مسئله، به گفته رژیم نازی، در زمان جنگ اهمیت جدیدی پیدا کرد.
جنبش به‌نژادی آلمان حتی قبل از به قدرت رسیدن نازی‌ها یک جناح افراطی داشت. به زودی در سال ۱۹۲۰، آلفرد هوچه و کارل بیندینگ از کشتن افرادی که زندگی‌شان «نالایق زندگی» بود حمایت کردند. داروینیسم توسط آنها به عنوان توجیهی برای تقاضای ژن‌های «مفید» و ریشه‌کنی ژن‌های «مضر» تفسیر شد. رابرت لیفتون نوشت:
«استدلال این بود که بهترین جوانان در جنگ می‌میرند، که باعث از دست رفتن بهترین ژن‌ها می‌شود. ژن‌های کسانی که نمی‌جنگند (بدترین ژن‌ها) سپس آزادانه تکثیر می‌شوند و انحطاط بیولوژیکی و فرهنگی را تسریع می‌کنند».
حمایت از به‌نژادی در آلمان پس از سال ۱۹۳۰ افزایش یافت، زمانی که رکود اقتصادی بهانه‌ای برای کاهش بودجه بیمارستان‌های روانی دولتی شد و باعث ایجاد فقر و ازدحام شد.
بسیاری از طرفداران نژادپرستی علمی در آلمان، ملی‌گرا و یهودستیز بودند که رژیم نازی را با شور و شوق پذیرفتند. بسیاری از آنها به سمت‌هایی در وزارت بهداشت و مؤسسات تحقیقاتی آلمان منصوب شدند. ایده‌های آنها به تدریج توسط اکثریت جامعه پزشکی آلمان پذیرفته شد، که از آن پزشکان یهودی و کمونیست به زودی پاکسازی شدند.
در طول دهه ۱۹۳۰، حزب نازی یک کمپین تبلیغاتی به نفع اتانازی انجام داد. دفتر نژادی و سیاسی ملی سوسیالیست (NSRPA) بروشورها، پوسترها و فیلم‌های کوتاهی برای نمایش در سینماها تولید کرد که به آلمانی‌ها هزینه نگهداری از آسایشگاه‌ها برای بیماران لاعلاج و دیوانه را نشان می‌داد. این فیلم‌ها شامل ارث (۱۹۳۵)، قربانی گذشته (۱۹۳۷)، که در برلین یک نمایش بزرگ داشت و در تمام سینماهای آلمان نمایش داده شد، و من متهم می‌کنم (۱۹۴۱) که بر اساس رمانی از هلموت اونگر، مشاور «اتانازی کودکان» ساخته شده بود.

## کشتن کودکان
در اواسط سال ۱۹۳۹، هیتلر ایجاد کمیته رایش برای ثبت علمی بیماری‌های جدی ارثی و مادرزادی را به رهبری پزشک خود، کارل برانت، و تحت مدیریت هربرت لیندن از وزارت داخله، رهبر صلیب سرخ آلمان ارنست-رابرت گراویتز و اس‌اس- ویکتور براک مجاز کرد. مراکز نابودی در شش بیمارستان روانی موجود تأسیس شدند: برنبورگ، براندنبورگ، گرافنک، هادامار، هارتهایم و زوننشتاین. هزار کودک زیر ۱۷ سال در مؤسسات آم اسپایگلگروند و گوگینگ در اتریش کشته شدند. به عنوان جنبه‌ای مرتبط با پایه «پزشکی» و علمی این برنامه، پزشکان نازی هزاران مغز از قربانیان.

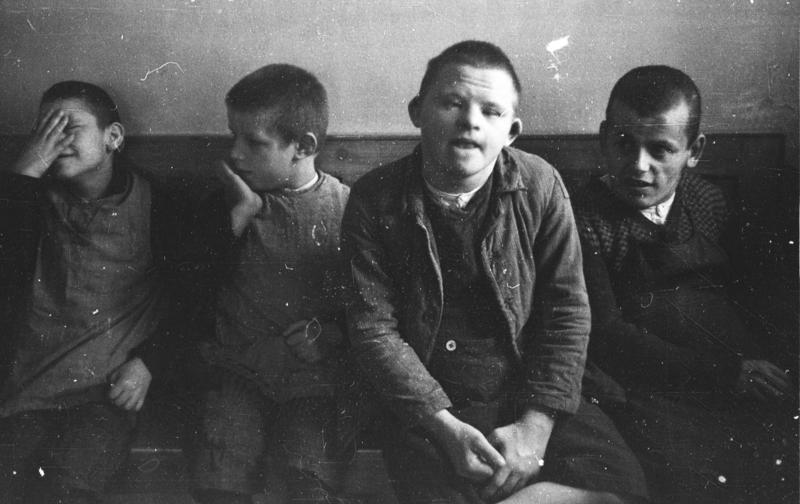
بیمارستان روانی شونبرون، ۱۹۳۴. عکس از عکاس اس اس فرانتس بائر

از اوت ۱۹۳۹، وزارت داخله کودکان دارای معلولیت را ثبت کرد و از پزشکان و ماماها خواست تا تمام موارد نوزادان با معلولیت‌های شدید را گزارش دهند. عنصر رضایت 'قیم' (ولی) به زودی ناپدید شد. کسانی که باید کشته می‌شدند به عنوان «تمام کودکان زیر سه سال که در آنها هر یک از بیماری‌های 'جدی ارثی' زیر 'مشکوک' بود: حماقت و سندرم داون (به ویژه هنگامی که با نابینایی و ناشنوایی همراه باشد)؛ میکروسفالی؛ هیدروسفالی؛ ناهنجاری‌های از هر نوع، به ویژه اندام‌ها، سر و ستون فقرات؛ و فلج، از جمله شرایط اسپاستیک» شناسایی شدند. گزارش‌ها توسط یک هیئت از کارشناسان پزشکی ارزیابی می‌شد که از آنها سه نفر باید تأیید خود را قبل از کشتن کودک می‌دادند. 
وزارت از فریبکاری در برخورد با والدین یا قیمها استفاده می‌کرد، به ویژه در مناطق کاتولیک، جایی که والدین عموماً همکاری نمی‌کردند. به والدین گفته می‌شد که کودکانشان به «بخش‌های ویژه» فرستاده می‌شوند، جایی که درمان بهتری دریافت خواهند کرد. کودکانی که به این مراکز فرستاده می‌شدند برای «ارزیابی» به مدت چند هفته نگه داشته می‌شدند و سپس با تزریق مواد شیمیایی سمی، معمولاً فنول، کشته می‌شدند. مرگ آنها به عنوان «سینه‌پهلو» ثبت می‌شد. بدنام‌ترین این مؤسسات در اتریش آم اسپایگلگروند بود، جایی که از ۱۹۴۰ تا ۱۹۴۵، ۷۸۹ کودک با تزریق کشنده، مسمومیت با گاز و سوءاستفاده فیزیکی کشته شدند. مغزهای کودکان در شیشه‌های فرمالدهید نگهداری می‌شدند و تا سال ۲۰۰۱ در زیرزمین کلینیک و در مجموعه خصوصی هاینریش گروس، یکی از مدیران مؤسسه، ذخیره می‌شدند.
هنگامی که جنگ جهانی دوم در سپتامبر ۱۹۳۹ آغاز شد، استانداردهای ارزیابی کمتر سختگیرانه و فرآیند تأیید سریع‌تر اتخاذ شد. بسیاری از والدین مشکوک به آنچه در حال وقوع بود شدند و رضایت ندادند، به ویژه هنگامی که مشخص شد که مؤسسات برای کودکان دارای معلولیت به طور سیستماتیک از افراد خود خالی می‌شوند. به والدین هشدار داده شد که ممکن است حضانت تمام فرزندان خود را از دست بدهند و اگر این کافی نبود، والدین می‌توانستند با فراخوانی برای «وظیفه کار اجباری» تهدید شوند. تا سال ۱۹۴۱، بیش از ۵۰۰۰ کودک کشته شده بودند.

## کشتن بزرگسالان

### حمله به لهستان
برانت و بوهلر برنامه‌هایی برای گسترش برنامه اتانازی به بزرگسالان توسعه دادند. در ژوئیه ۱۹۳۹، آنها جلسه‌ای برگزار کردند که در آن پروفسور ورنر هایده، رئیس بخش پزشکی اس‌اس، حضور داشتند. در این جلسه توافق شد که یک ثبت ملی از همه افراد بستری شده با بیماری‌های روانی یا ناتوانی‌های جسمی ترتیب داده شود. اولین بزرگسالان معلول که توسط رژیم نازی به صورت دسته‌جمعی کشته شدند، لهستانی‌ها بودند. پس از حمله در ۱ سپتامبر ۱۹۳۹، بزرگسالان معلول توسط مردان اس‌اس و تحت فرماندهی اس‌اس-رودولف ترگر، تحت نظارت راینهارت هایدریش، در طول عملیات تاننبرگ، کشته شدند. 
تمام بیمارستان‌ها و آسایشگاه‌های روانی منطقه وارته‌لاند تخلیه شدند. در منطقه دانزیگ (اکنون گدانسک)، حدود ۷۰۰۰ بیمار لهستانی از مؤسسات مختلف تیراندازی شدند و ۱۰،۰۰۰ نفر در منطقه گدنیا کشته شدند. اقدامهای مشابهی در سایر مناطق لهستان که برای ضمیمه شدن به آلمان در نظر گرفته شده بودند، انجام شد. اولین آزمایش‌ها با گاز دادن بیماران در اکتبر ۱۹۳۹ در قلعه VII در پوزن (پوزنان اشغالی) انجام شد، جایی که صدها زندانی با استفاده از مسمومیت با مونوکسید کربن در یک اتاق گاز بداهه که توسط آلبرت ویدمان، شیمیدان ارشد پلیس جنایی آلمان (کریپو) توسعه یافته بود، کشته شدند. در دسامبر ۱۹۳۹، هاینریش هیملر یکی از این گاز دادن‌ها را مشاهده کرد و اطمینان حاصل کرد که این اختراع بعداً به کاربردهای بسیار گسترده‌تری خواهد رسید.

### فهرست‌برداری از اهداف از سوابق بیمارستانی
در اوایل اکتبر، تمام بیمارستان‌ها، خانه‌های پرستاری، خانه‌های سالمندان و آسایشگاه‌ها موظف شدند تمام بیمارانی را که به مدت پنج سال یا بیشتر بستری شده بودند، که به عنوان «دیوانه جنایی» شناخته شده بودند، که از «نژاد غیرآریایی» بودند یا که با هر یک از شرایط موجود در یک لیست تشخیص داده شده بودند، گزارش دهند. این شرایط شامل اسکیزوفرنی، صرع، کره هانتینگتون، سیفلیس پیشرفته، زوال عقل پیری، فلج، انسفالیت و «شرایط عصبی نهایی به طور کلی» بود. 

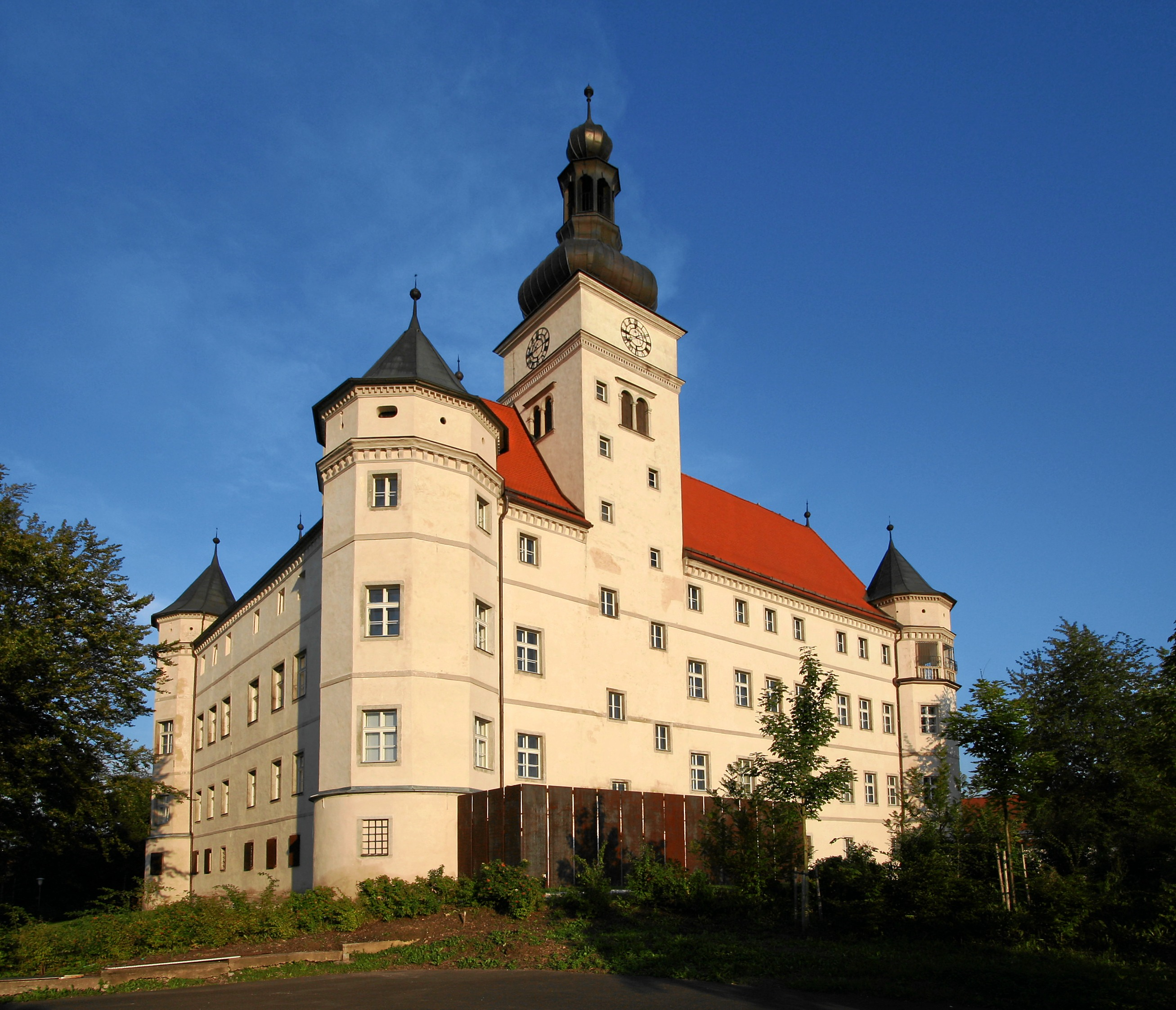
مرکز اتانازی هارتیم که در آن بیش از ۱۸۰۰۰ نفر کشته شدند.

بسیاری از پزشکان و مدیران فرض کردند که گزارش‌ها برای شناسایی زندانیانی است که قادر به خدمت در «خدمات کار» هستند و تمایل داشتند درجه ناتوانی بیماران خود را بیش از حد بیان کنند تا آنها را از خدمت کار محافظت کنند. هنگامی که برخی مؤسسات از همکاری خودداری کردند، تیم‌های پزشکان تی۴ (یا دانشجویان پزشکی نازی) بازدید کردند و لیست‌ها را تهیه کردند. در طول سال ۱۹۴۰، تمام بیماران یهودی از مؤسسات خارج و کشته شدند.
همانند زندانیان کودک، بزرگسالان توسط یک هیئت کارشناسان که در دفاتر تی۴ کار می‌کردند، ارزیابی شدند. کارشناسان موظف بودند قضاوت‌های خود را بر اساس گزارش‌ها، نه تاریخچه‌های پزشکی یا معاینات، انجام دهند. گاهی اوقات آنها با صدها گزارش به طور همزمان برخورد می‌کردند. بر روی هر یک از آنها + (مرگ)، - (زندگی)، یا گاهی اوقات ؟ به معنای اینکه قادر به تصمیم‌گیری نیستند، علامت‌گذاری می‌کردند. سه حکم «مرگ» فرد را محکوم می‌کرد و همانند بررسی‌های کودکان، این فرآیند کمتر دقیق شد، دامنه شرایطی که «غیرقابل تحمل» در نظر گرفته می‌شد گسترده‌تر شد و نازی‌های مشتاق در زنجیره فرماندهی به طور فزاینده‌ای تصمیمات را به ابتکار خود می‌گرفتند.

## گاز گرفتن
اولین گاز گرفتن‌ها در خود آلمان در ژانویه ۱۹۴۰ در مرکز اتانازی براندنبورگ انجام شد. این عملیات توسط براک هدایت می‌شد که گفت «سوزن باید در دست پزشک باشد». از گاز کربن مونوکسید خالص بطری شده استفاده می‌شد. در محاکمات، براندت این فرآیند را به عنوان «پیشرفت بزرگی در تاریخ پزشکی» توصیف کرد. پس از تأیید کارایی این روش، به استاندارد تبدیل شد و در تعدادی از مراکز در آلمان تحت نظارت ویدمان، بکر و کریستیان ویرت - یک افسر کریپو که بعدها نقش برجسته‌ای در راه‌حل نهایی (نابودی یهودیان) به عنوان فرمانده اردوگاه‌های مرگ تازه‌ساخته شده در لهستان اشغالی ایفا کرد - اجرا شد. 
علاوه بر براندنبورگ، مراکز کشتار شامل قلعه گرافنک در بادن-وورتمبرگ (۱۰۸۲۴ کشته)، قصر هارتهایم نزدیک لینز در اتریش (بیش از ۱۸۰۰۰ کشته)، زوننشتاین در زاکسن (۱۵۰۰۰ کشته)، برنبورگ در زاکسن-آنهالت و هادامار (۱۴۴۹۴ کشته) بودند. از همین تأسیسات برای کشتن زندانیان روانی سالم منتقل شده از اردوگاه‌های تمرکز در آلمان، اتریش و بخش‌های اشغالی لهستان نیز استفاده می‌شد.

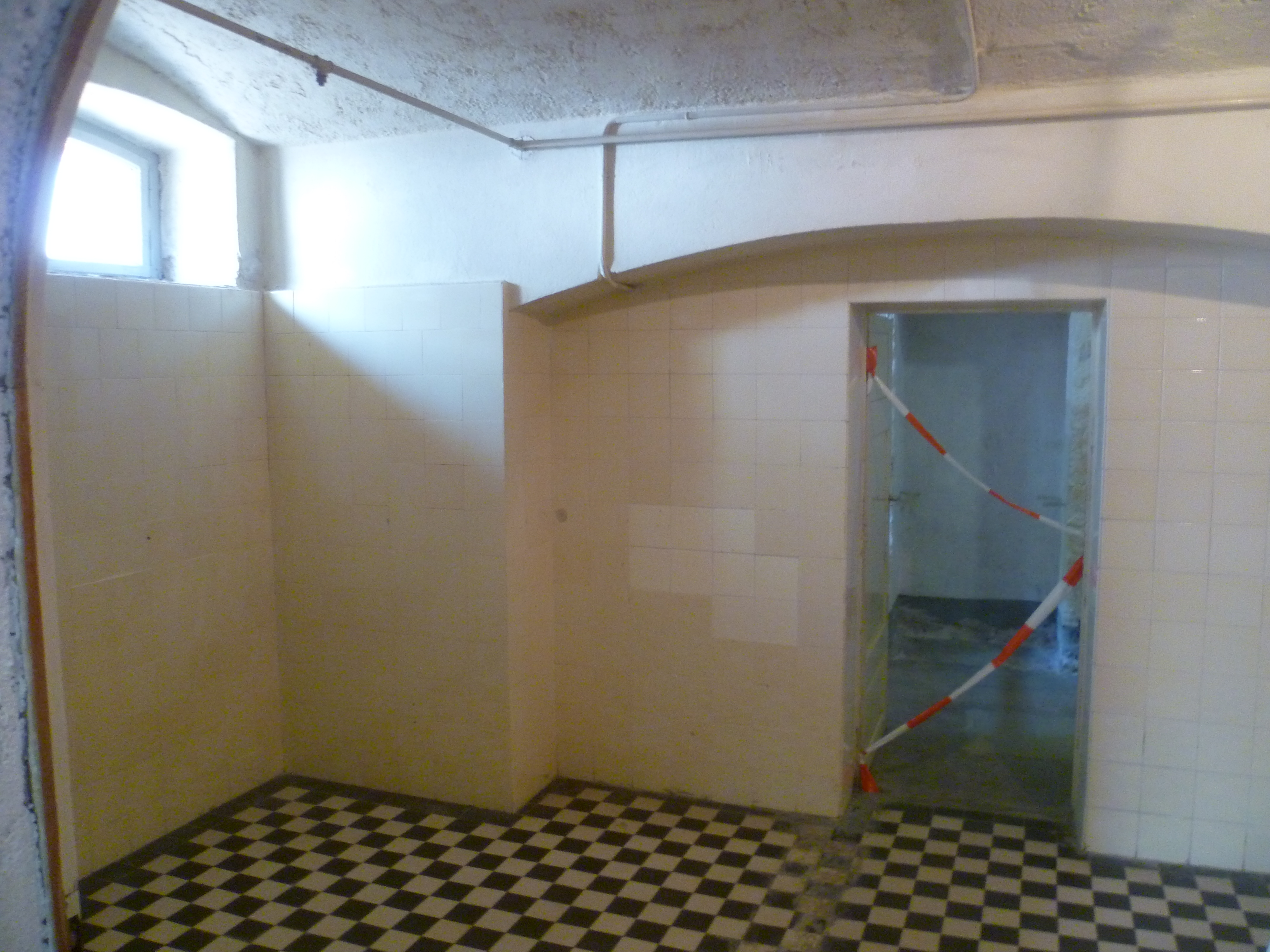
اتاق گاز در هادامار

بیماران محکوم از مؤسسات خود به مراکز جدید در اتوبوس‌های آمبولانس خیریه تی ۴، که به نام خدمات حمل و نقل بیماران جامعه شناخته می‌شد، منتقل می‌شدند. این اتوبوس‌ها توسط تیم‌هایی از مردان اس‌اس که کت‌های سفید پوشیده بودند، اداره می‌شدند تا به آن‌ها ظاهری از مراقبت پزشکی بدهند. برای جلوگیری از ردیابی بیماران توسط خانواده‌ها و پزشکان، بیماران اغلب ابتدا به مراکز ترانزیت در بیمارستان‌های بزرگ فرستاده می‌شدند، جایی که به‌طور ظاهری ارزیابی می‌شدند. سپس دوباره به مراکز «درمان ویژه» منتقل می‌شدند. به خانواده‌ها نامه‌هایی ارسال می‌شد که توضیح می‌داد به دلیل مقررات زمان جنگ، امکان بازدید از بستگانشان در این مراکز وجود ندارد. بیشتر این بیماران در عرض ۲۴ ساعت پس از رسیدن به مراکز کشته می‌شدند و اجسادشان سوزانده می‌شد. برخی از اجساد برای تحقیقات پزشکی تشریح می‌شدند در حالی که دندان‌های طلای دیگران استخراج می‌شد.  برای هر فرد کشته شده، یک گواهی مرگ تهیه می‌شد که علت مرگ نادرست اما قابل قبول را نشان می‌داد. این گواهی به همراه یک گلدان خاکستر (خاکستر تصادفی، زیرا قربانیان سوزانده شده بودند) به خانواده ارسال می‌شد. تهیه هزاران گواهی مرگ جعلی بیشتر وقت کاری پزشکانی که مراکز را اداره می‌کردند، می‌گرفت.
در سال ۱۹۷۱، گیتا سرنی مصاحبه‌هایی با استنگل انجام داد که در زندان دوسلدورف بود و به دلیل همدستی در کشتن ۹۰۰،۰۰۰ نفر، در حالی که فرمانده اردوگاه‌های نابودی سوبیبور و تربلینکا در لهستان بود، محکوم شده بود. استنگل به سرنی شرح دقیقی از عملیات تی ۴ بر اساس زمان فرماندهی خود در تأسیسات کشتار در مؤسسه هارتهایم داد. او توضیح داد که چگونه بیماران مختلف از آسایشگاه‌ها خارج شده و با اتوبوس به هارتهایم منتقل می‌شدند. برخی در وضعیت روانی نبودند که بدانند چه اتفاقی برایشان می‌افتد، اما بسیاری کاملاً سالم بودند و برای آن‌ها از اشکال مختلف فریب استفاده می‌شد. به آن‌ها گفته می‌شد که در یک کلینیک ویژه هستند که در آنجا درمان بهتری دریافت خواهند کرد و در بدو ورود یک معاینه پزشکی مختصر انجام می‌شد. آن‌ها به داخل چیزی که به نظر می‌رسید یک بلوک دوش است، هدایت می‌شدند، جایی که با کربن مونوکسید گاز گرفته می‌شدند (این حیله در اردوگاه‌های نابودی نیز استفاده می‌شد). برخی از قربانیان سرنوشت خود را می‌دانستند و سعی می‌کردند از خود دفاع کنند.

## تعداد قربانیان اتانازی
قبل از سال ۲۰۱۳، باور بر این بود که ۷۰,۰۰۰ نفر در برنامه اتانازی به قتل رسیده‌اند، اما آرشیو فدرال آلمان گزارش داد که تحقیقات در آرشیوهای آلمان شرقی سابق نشان می‌دهد که تعداد قربانیان در آلمان و اتریش از ۱۹۳۹ تا ۱۹۴۵ حدود ۲۰۰,۰۰۰ نفر بوده و ۱۰۰,۰۰۰ نفر دیگر در کشورهای اروپایی دیگر قربانی شده‌اند. در مراکز تی ۴ آلمان حداقل ظاهری از قانونی بودن در نگهداری سوابق و نوشتن نامه‌ها وجود داشت. در بیمارستان‌های روانی لهستان هیچ‌کس باقی نمانده بود. قتل‌ها با استفاده از ون‌های گاز، پناهگاه‌های نظامی مهر و موم شده و مسلسل‌ها انجام می‌شد.
| مرکز T4             | جدول زمانی عملیات | جدول زمانی عملیات                           | تعداد قربانیان | تعداد قربانیان | تعداد قربانیان |
| ------------------- | ----------------- | ------------------------------------------- | -------------- | -------------- | -------------- |
| مرکز T4             | از                | تا (رسمی و غیررسمی)                         | ۱۹۴۰           | ۱۹۴۱           | مجموع          |
| گرافنک              | ۲۰ ژانویه ۱۹۴۰    | دسامبر ۱۹۴۰                                 | ۹,۸۳۹          | —              | ۹,۸۳۹          |
| براندنبورگ          | ۸ فوریه ۱۹۴۰      | اکتبر ۱۹۴۰                                  | ۹,۷۷۲          | —              | ۹,۷۷۲          |
| برنبورگ             | ۲۱ نوامبر ۱۹۴۰    | ۳۰ ژوئیه ۱۹۴۳                               | —              | ۸,۶۰۱          | ۸,۶۰۱          |
| هارتهایم            | ۶ مه ۱۹۴۰         | دسامبر ۱۹۴۴                                 | ۹,۶۷۰          | ۸,۵۹۹          | ۱۸,۲۶۹         |
| زوننشتاین           | ژوئن ۱۹۴۰         | سپتامبر ۱۹۴۲                                | ۵,۹۴۳          | ۷,۷۷۷          | ۱۳,۷۲۰         |
| هادامار             | ژانویه ۱۹۴۱       | ۳۱ ژوئیه ۱۹۴۲                               | —              | ۱۰,۰۷۲         | ۱۰,۰۷۲         |
| مجموع سالانه        | مجموع سالانه      | مجموع سالانه                                | ۳۵,۲۲۴         | ۳۵,۰۴۹         | ۷۰,۲۷۳         |
| مناطق اشغالی لهستان |                   |                                             |                |                |                |
| بیمارستان           | منطقه             | کشتار بیماران روانی                         | تعداد قربانیان | تعداد قربانیان | تعداد قربانیان |
| اوینسکا             | وارتگاو           | اکتبر ۱۹۳۹                                  | ۱,۱۰۰          | ۱,۱۰۰          | ۱,۱۰۰          |
| کوشچان              | وارتگاو           | نوامبر ۱۹۳۹ – مارس ۱۹۴۰                     | (۲,۷۵۰) ۳,۲۸۲  | (۲,۷۵۰) ۳,۲۸۲  | (۲,۷۵۰) ۳,۲۸۲  |
| شفیچه               | دانتسیگ-پروس غربی | اکتبر–نوامبر ۱۹۳۹                           | ۱,۳۵۰          | ۱,۳۵۰          | ۱,۳۵۰          |
| کوکبوروو            | دانتسیگ-پروس غربی | ۲۲ سپتامبر ۱۹۳۹ – ژانویه ۱۹۴۰ (۱۹۴۱–۴۴)     | (۱,۶۹۲) ۲,۵۶۲  | (۱,۶۹۲) ۲,۵۶۲  | (۱,۶۹۲) ۲,۵۶۲  |
| دزیکانکا            | وارتگاو           | ۷ دسامبر ۱۹۳۹ – ۱۲ ژانویه ۱۹۴۰ (ژوئیه ۱۹۴۱) | (۱,۰۴۳) ۱,۲۰۱  | (۱,۰۴۳) ۱,۲۰۱  | (۱,۰۴۳) ۱,۲۰۱  |
| چلم                 | دولت عمومی        | ۱۲ ژانویه ۱۹۴۰                              | ۴۴۰            | ۴۴۰            | ۴۴۰            |
| وارتا               | وارتگاو           | ۳۱ مارس ۱۹۴۰ (۱۶ ژوئن ۱۹۴۱)                 | (۴۹۹) ۵۸۱      | (۴۹۹) ۵۸۱      | (۴۹۹) ۵۸۱      |
| دیالدووو            | اوستپروسن         | ۲۱ مه – ۸ ژوئیه ۱۹۴۰                        | ۱,۸۵۸          | ۱,۸۵۸          | ۱,۸۵۸          |
| کوخانوفکا           | وارتگاو           | ۱۳ مارس ۱۹۴۰ – اوت ۱۹۴۱                     | (حداقل) ۸۵۰    | (حداقل) ۸۵۰    | (حداقل) ۸۵۰    |
| هلنووک (و غیره)     | وارتگاو           | ۱۹۴۰–۱۹۴۱                                   | ۲,۲۰۰–۲,۳۰۰    | ۲,۲۰۰–۲,۳۰۰    | ۲,۲۰۰–۲,۳۰۰    |
| لوبلینیتس           | اوبرشلزین         | نوامبر ۱۹۴۱                                 | (کودکان) ۱۹۴   | (کودکان) ۱۹۴   | (کودکان) ۱۹۴   |
| خوروشچ              | منطقه بیالیستوک   | اوت ۱۹۴۱                                    | ۷۰۰            | ۷۰۰            | ۷۰۰            |
| ریبنیک              | منطقه کاتوویتس    | ۱۹۴۰–۱۹۴۵                                   | ۲,۰۰۰          | ۲,۰۰۰          | ۲,۰۰۰          |
| مجموع تعداد         | مجموع تعداد       | مجموع تعداد                                 | ۱۶,۱۵۳         | ۱۶,۱۵۳         | ۱۶,۱۵۳         |

## انتقال فناوری و پرسنل به اردوگاه‌های مرگ
پس از پایان رسمی برنامه اتانازی در سال ۱۹۴۱، بیشتر پرسنل و مقامهای عالی‌رتبه، همچنین فناوری گازدهی و تکنیک‌های استفاده شده برای فریب قربانیان، تحت نظارت بخش پزشکی ملی وزارت داخله رایش منتقل شدند. آزمایش‌های گازدهی بیشتر با استفاده از اتاق‌های گاز متحرک در اردوگاه کار اجباری سولدائو توسط هربرت لانگه پس از عملیات بارباروسا انجام شد. لانگه در دسامبر ۱۹۴۱ به عنوان فرمانده اردوگاه مرگ خلمنو منصوب شد. او سه ون گاز از دفتر اصلی امنیت رایش (RSHA) دریافت کرد که توسط شرکت Gaubschat GmbH در برلین تبدیل شده بودند و قبل از فوریه ۱۹۴۲، ۳۸۳۰ یهودی لهستانی و حدود ۴۰۰۰ کولی را تحت پوشش «اسکان مجدد» کشت.
پس از کنفرانس وانزه، اجرای فناوری گازدهی توسط هایدریش تسریع شد. از بهار ۱۹۴۲، سه کارخانه کشتار به طور مخفیانه در شرق مرکزی لهستان ساخته شدند. افسران اس‌اس مسئول برنامه‌های قبلی، از جمله کریستیان ویرت، استنگل و ایرمفرید ابرلنقش‌های مهمی در اجرای «راه‌حل نهایی» برای دو سال آینده داشتند. اولین مرکز کشتار، مجهز به اتاق‌های گاز ثابت، بر اساس فناوری توسعه یافته تحت عملیت تی ۴، در بلزک در قلمرو دولت عمومی لهستان اشغالی تأسیس شد؛ این تصمیم سه ماه قبل از کنفرانس وانزه در ژانویه ۱۹۴۲ گرفته شد.

## لینک‌های خارجی
- موزه یادبود هولوکاست ایالات متحده راه‌حل‌های نهایی: بهداشت نژادی مرگبار ۱۹۳۹–۱۹۴۵
- موزه یادبود هولوکاست ایالات متحده برنامه اتانازی